# Кремпково (Великопольське воєводство)
Кремпково (пол. Krępkowo) — село в Польщі, у гміні Стшалково Слупецького повіту Великопольського воєводства.
Населення — 128 осіб (2011).
У 1975-1998 роках село належало до Конінського воєводства.

## Демографія
Демографічна структура станом на 31 березня 2011 року:
|          | Загалом | Допрацездатний вік | Працездатний вік | Постпрацездатний вік |
| -------- | ------- | ------------------ | ---------------- | -------------------- |
| Чоловіки | 69      | 20                 | 43               | 6                    |
| Жінки    | 59      | 8                  | 34               | 17                   |
| Разом    | 128     | 28                 | 77               | 23                   |